# Meravigliosa (film)
Meravigliosa (Los dos rivales) è un film italo-spagnolo del 1960 diretto da Carlos Arévalo e Siro Marcellini.

## Trama
La bella rossa, cantante di talento, si innamora di un collega, ma l'impresario geloso, anch'esso innamorato di lei, le confida che il giovane ha un'altra relazione. La rossa lascia il giovane. Sarà lo stesso impresario a riunirli.